# România la Concursul Muzical Eurovision 2009
România a fost prezentă la Concursul Muzical Eurovision 2009 prin intermediul piesei „The Balkan Girls” a Elenei Gheorghe.
TVR 1 a transmis semifinalele concursului pe 12, respectiv 14 mai, iar finala pe 16 mai. Corespondenta  României la votare a fost Alina Sorescu.

## Desfășurare
Posturile TVR 1, TVR2 și TVR 3 au difuzat în perioada decembrie 2008 – 27 ianuarie 2009 videoclipurile celor 24 de cântece participante la Selecția Națională. În data de 27 ianuarie și 29 ianuarie, TVR 1 și TVR Internațional au transmis cele două semifinale, în urma cărora s-a desemnat reprezentantul României la ESC 2009.
Piesele finaliste sunt îngorșate.

### Semifinala I
| Nr. | Artist          | Cântec                      |
| --- | --------------- | --------------------------- |
| 1   | ZERO            | "Sunny Days"                |
| 2   | Nico & Moni-k   | "Disco Maniacs"             |
| 3   | D.D             | "Everyday"                  |
| 4   | Romeo Zaharia   | "Someone Like You"          |
| 5   | Floriana Pachia | "Take The Chance"           |
| 6   | Alexa           | "A Girl Like Me"            |
| 7   | Popas Band      | "Striga"                    |
| 8   | Juan Xavier     | "Perdoname"                 |
| 9   | Tabassco        | "Purple"                    |
| 10  | Tina            | "Pleaca!"                   |
| 11  | Dalma           | "Love Was Never Her Friend" |
| 12  | Blaxy Girls     | "Dear Mama"                 |

### Semifinala a II-a
| Nr. | Artist         | Cântec                 |
| --- | -------------- | ---------------------- |
| 1   | Besa Kokedhima | "Nothing Gonna Change" |
| 2   | Red Blonde     | "Nu am cu cine"        |
| 3   | Adrian Molnar  | "Go On"                |
| 4   | Cătălin Josan  | "Stop"                 |
| 5   | SoundCheck     | "You Are My Love"      |
| 6   | Etnic          | "The Love Is Life"     |
| 7   | Irina Popa     | "I Feel Your Presence" |
| 8   | Alexa          | "One Last Night"       |
| 9   | Alin Nica      | "Don't Leave"          |
| 10  | IMBA           | "Round & Round"        |
| 11  | Costi Ioniță   | "Can You Forgive"      |
| 12  | Elena Gheorghe | "The Balkan Girls" *   |

Pe 31 ianuarie 2009, TVR 1 și TVR Internațional au difuzat finala selecției naționale, câștigată de Elena Gheorghe cu piesa „The Balkan Girls”. Aceasta s-a clasat pe locul 19 la finala din Rusia, pe 16 mai 2009.